# Таљијата II (Ферара)
Таљијата II је насеље у Италији у округу Ферара, региону Емилија-Ромања.
Према процени из 2011. у насељу је живело 29 становника. Насеље се налази на надморској висини од -4 м.